# Pseudocopivaleria anaverta
Pseudocopivaleria anaverta là một loài bướm đêm trong họ Noctuidae.